# 桃園市政府
24°59′36″N 121°18′04″E / 24.993416°N 121.301025°E
桃園市政府（簡稱：桃市府）是中華民國桃園市的最高行政機關，在中華民國政府架構中屬於直轄市位階，受行政院直接監督及管轄。

## 沿革
- 1945年12月：國民政府接收臺灣，延用日治時期之新竹州為新竹縣。因原新竹州廳駐地新竹市設為省轄市，新竹縣政府遷至桃園鎮。
- 1950年10月：臺灣省政府調整臺灣省行政區劃，原新竹縣改稱桃園縣，並自原新竹縣轄區分出新竹縣、苗栗縣[1]，原新竹縣政府就地改為桃園縣政府。
- 2014年12月25日：桃園縣改制直轄市，桃園縣政府改稱桃園市政府。

## 組織架構
市府團隊
桃園市政府所轄組織，在市長與副市長之下，設有26局、5處、1委員會，7個地政事務所、13個衛生所；動物防疫處、風景區管理處、孔廟忠烈祠聯合管理所、家庭教育中心、家庭暴力暨性侵害防治中心、藝文設施管理中心、桃園市立美術館、15個分局（大隊）等69個二級機關。設有12個區公所，復興區公所是擁有自治能力的原住民區，非桃園市政府派出機關。另有設監督行政法人「桃園市社會住宅服務中心」。

## 市府組織
桃園市政府所轄組織，在市長及副市長之下，設有26局、5處、1委員會；另設置13個戶政事務所、7個地政事務所、13個衛生所、動物防疫處、風景區管理處、孔廟忠烈祠聯合管理所、家庭教育中心、家庭暴力暨性侵害防治中心、藝文設施管理中心、15個分局（大隊）等69個二級機關。桃園市政府置市政會議，為市政最高決策機構。市政會議是桃園市政府醞釀政策的地方，市長在重要決策或向桃園市議會提交預算及法案前均先由市政會議通過，每週舉行一次，由市長、副市長、秘書長、副秘書長、局長、處長、委員會主任委員，與市長指定之人員組成。市長為市政會議之會議主席，市長因故不能出席時則指派其中一位副市長代理擔任主席；當二位副市長也不能出席時，則指派秘書長代理市長擔任主席，必要時市長得邀請或指定其他有關人員列席。
- 市長（一名，民選首長）
  - 副市長（二名，政務職，比照簡任第十四職等）
    - 秘書長（一名，簡任第十三至第十四職等）
      - 副秘書長（二名，簡任第十二至第十三職等）
        - 參事（8名，簡任第十二職等）
        - 技監（3名，簡任第十二職等）
        - 顧問（5名，簡任第十二職等）
        - 參議（12名，內4人列簡任第十一職等，其他8人列簡任第十職等）
- 市政會議

桃園市市長也是行政院會議的當然列席人員。當市長因故不能出席行政院會議時，由市長指派其中一位副市長代理出席；當二位副市長也不能出席時，則指派一級機關單位其中一位首長（包括秘書長）代理出席。

#### 局

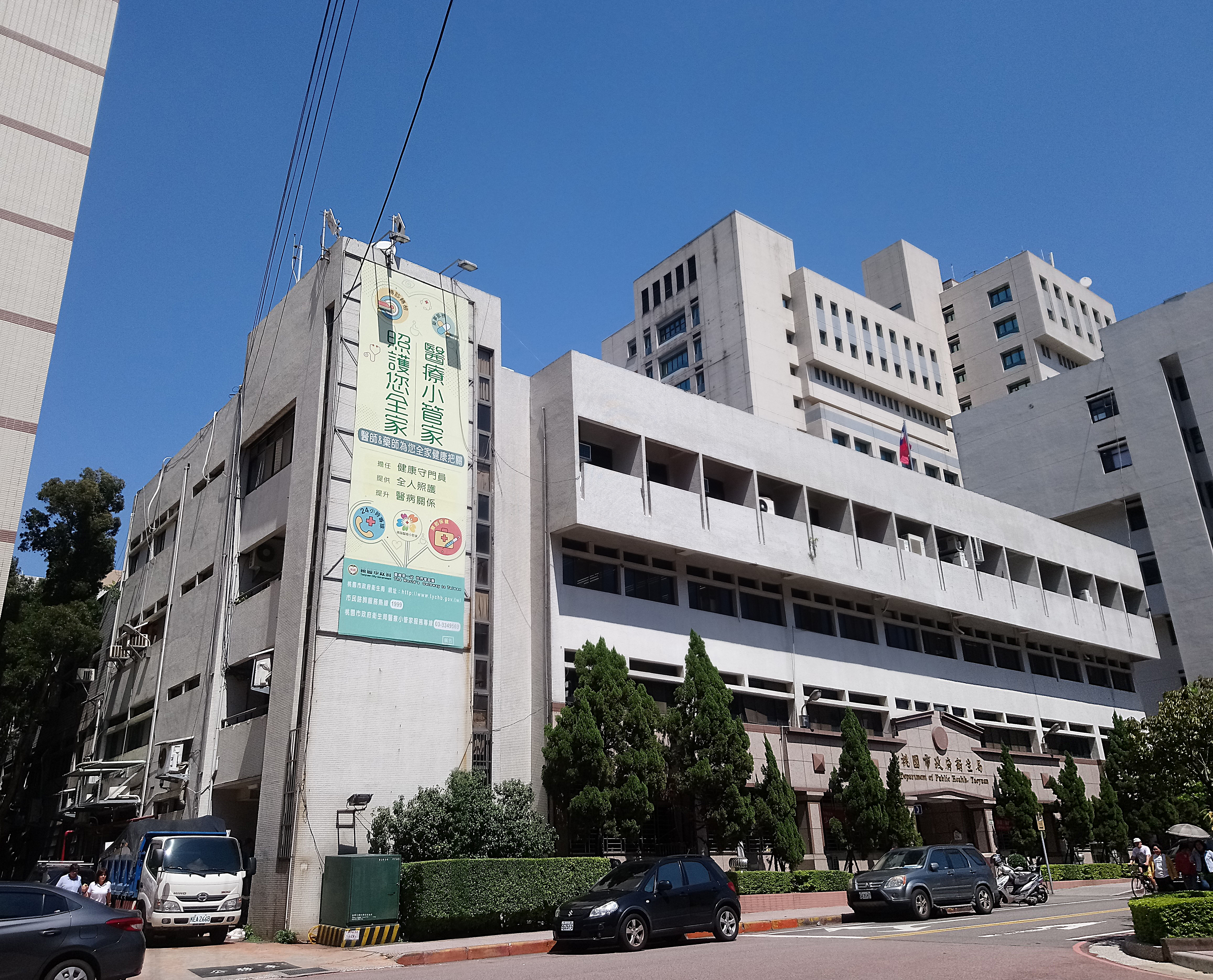
桃園市政府衛生局

### 一級機關、區公所
| - 桃園市政府勞動局 - 桃園市政府教育局 - 桃園市政府社會局 - 桃園市政府農業局 - 桃園市政府警察局 - 桃園市政府消防局 - 桃園市政府文化局 - 桃園市政府民政局 - 桃園市政府財政局 - 桃園市政府地政局 - 桃園市政府衛生局 - 桃園市政府工務局 - 桃園市政府水務局 - 桃園市政府法務局 - 桃園市政府交通局 - 桃園市政府體育局 - 桃園市政府經濟發展局 - 桃園市政府都市發展局 - 桃園市政府捷運工程局 - 桃園市政府婦幼發展局 - 桃園市政府青年事務局 - 桃園市政府客家事務局 - 桃園市政府地方稅務局 - 桃園市政府環境保護局 - 桃園市政府觀光旅遊局 - 桃園市政府原住民族行政局 | - 桃園市政府秘書處 - 桃園市政府人事處 - 桃園市政府主計處 - 桃園市政府政風處 - 桃園市政府新聞處 - 桃園市政府智慧城鄉發展委員會 - 桃園市文化基金會 - 桃園市體育發展基金會 - 桃園市客家文化基金會 - 桃園市原住民族發展基金會 - 桃園市工商發展投資策進會 - 桃園航空城股份有限公司 - 桃園魚市場股份有限公司 - 桃園大眾捷運股份有限公司 - 桃園果菜市場股份有限公司 |

#### 派出機關
桃園市政府設有12個區公所，復興區公所是擁有自治能力的原住民區，非桃園市政府派出機關。
| - 桃園區公所 - 中壢區公所 - 平鎮區公所 - 八德區公所 - 楊梅區公所 - 蘆竹區公所 | - 大園區公所 - 龜山區公所 - 新屋區公所 - 觀音區公所 - 龍潭區公所 - 大溪區公所 |

### 二級機關
| - 桃園市政府民政局 - 桃園市政府殯葬管理所 - 桃園市政府戶政事務所（13所） - 桃園市政府教育局 - 桃園市政府家庭教育中心 - 桃園市立圖書館 - 桃園市政府社會局 - 桃園市政府家庭暴力暨性侵害防治中心 - 桃園市政府環境保護局 - 桃園市政府海岸及資源循環工程處 - 桃園市政府環境管理處 - 桃園市政府衛生局 - 桃園市政府婦幼衛生所 - 桃園市各區衛生所（13所） - 桃園市政府工務局 - 桃園市政府新建工程處 - 桃園市政府養護工程處 - 桃園市政府航空城工程處 - 桃園市政府交通局 - 桃園市政府交通事件裁決處 - 桃園市政府車輛行車事故鑑定會 - 桃園市政府農業局 - 桃園市政府動物保護處 | - 桃園市政府勞動局 - 桃園市政府就業職訓服務處 - 桃園市政府勞動檢查處 - 桃園市政府地政局 - 桃園市各區地政事務所（8所） - 桃園市政府觀光旅遊局 - 桃園市政府風景區管理處 - 桃園市政府警察局 - 桃園市政府警察局保安警察大隊 - 桃園市政府警察局交通警察大隊 - 桃園市政府警察局刑事警察大隊 - 桃園市政府警察局婦幼警察隊 - 桃園市政府警察局少年警察隊 - 桃園市政府警察局捷運警察隊 - 桃園市政府警察局各區分局（10分局） - 桃園市政府文化局 - 桃園市政府藝文設施管理中心 - 桃園市立美術館 - 桃園市立大溪木藝生態博物館 - 桃園市政府都市發展局 - 桃園市政府建築管理處 - 桃園市政府住宅發展處 |

### 監督行政法人
- 桃園市住宅及都市更新中心

## 辦公廳舍
- 日治時期的桃園郡役所
- 2008年4月的桃園縣政府大樓
- 桃園市政府衛生局

## 外部連結
- 桃園市政府組織自治條例 （页面存档备份，存于）
- （繁體中文）（英文） 桃園市政府